# Jackie DeShannon
Jackie DeShannon, pseudonimo di Sharon Lee Myers (Hazel, 21 agosto 1941), è una cantautrice statunitense, attiva a partire dagli anni sessanta con un repertorio folk rock, rock e pop.

## Biografia
Autrice di numerosi successi discografici del periodo del beat, è stata una delle prime cantautrici dell'era del rock 'n' roll. Per lei fu scritta nel 1964 da Sonny Bono e Jack Nitzsche Needles and Pins, poi lanciata su scala internazionale dal gruppo musicale The Searchers.
A metà anni settanta scrisse insieme a Donna Weiss Bette Davis Eyes, un brano destinato a divenire famoso nel 1981 soprattutto grazie alla versione riarrangiata di Kim Carnes. La stessa DeShannon, tuttavia, incise il brano - modulato su un andamento vaudeville - e lo inserì nell'album discografico del 1975 New Arrangement. La canzone è stata rimasterizzata digitalmente assieme ad altre nel 2005 e pubblicata nel 2008 nell'album Her Own Kind of Light, sorta di summa dei suoi brani migliori.
Sue musiche sono contenute nella colonna sonora del film del 1988 S.O.S. fantasmi (Scrooged).

## Primi anni
DeShannon cambiò il suo vero nome Sharon Myers con quello di Jackie DeShannon su suggerimento della casa discografica con cui era a contratto - la Liberty Records - che non riteneva il suo nome appropriato per favorire le vendite discografiche di un'artista pop. Il nome Shannon è forse quello di un antenato irlandese dell'artista; secondo quanto riportato dalla stessa cantante sarebbe stato invece un dirigente della casa discografica ad aggiungere Shannon ad un nome scelto precedentemente: Jackie Dee.
Nata nella minuscola cittadina rurale di Hazel (Kentucky), da Sandra Jean e James Erwin Myers, è stata inserita nel mondo della musica country trasmessa da una radio locale quando aveva appena sei anni. Dall'età di undici ha iniziato a condurre una propria trasmissione.
In conseguenza della crisi attraversava l'agricoltura, la famiglia decise di trasferirsi nella città natale della madre, Aurora (Illinois). Il padre tornò a svolgere la sua professione originaria, ovvero quella di barbiere. Dopo un anno si trasferirono ancora in un'altra città, Batavia (Illinois), dove Sharon frequentò l'high school.
Iniziò a registrare canzoni di scarso successo sotto diversi nomi, come Sherry Lee, Jackie Dee e Jackie Shannon. Tuttavia, le sue interpretazioni delle canzoni country Buddy e Trouble non passarono inosservate procurandogli l'attenzione di Eddie Cochran il quale la fece trasferire nel 1960 in California per farle scrivere canzoni insieme alla cantautrice Sharon Sheeley. La partnership portò alla creazione di successi come Dum Dum, per Brenda Lee, e I Love Anastasia, per The Fleetwoods.
Sempre nel 1960, DeShannon firmò un contratto con la casa discografica Liberty Records per la produzione del brano Lonely Girl. A questo seguirono negli anni successivi altri singoli molti dei quali si rivelarono dei flop eccetto The Prince, che raggiunse la 108.ma posizione negli USA ad inizio 1962, e Faded Love (97.mo nel febbraio 1963 ed il primo a entrate nella U.S. Hot 100 hit.

## Il successo
Jackie DeShannon è conosciuta per essere stata nel 1963 l'interprete del brano musicale When You Walk in the Room, portato al successo in Italia dal gruppo britannico The Rokes con il titolo C'è una strana espressione nei tuoi occhi.
Il brano è stato ripreso nel 1995 dalla rock band inglese Status Quo come motivo principale dell'album di cover del 1996 Don't Stop.
Anche Gianni Morandi aveva inserito la canzone nel 1966, in Gianni 3, utilizzando però un testo alternativo alla versione in lingua italiana dei Rokes, e scritta da Mogol e Ricky Gianco con il titolo La mia voce.
La canzone è stata poi incisa anche in versione R&B dai Matia Bazar.
Nel 1994 un'ulteriore versione è stata fatta da Pam Tillis.
Il primo successo di un certo rilievo arrivò con una canzone non scritta da lei (Needles and Pins), cui seguì nel 1963 la celebre When You Walk in the Room. Entrambi i motivi si piazzarono in posizione modesta nelle classifiche di vendita ma entrarono nelle prime 40 canzoni in Canada, dove Needles and Pins raggiunse addirittura la prima posizione. Needles and Pins e When You Walk in the Room successivamente divennero successi di valore mondiale ad opera delle cover del gruppo musicale The Searchers.
DeShannon registrò altri numerosi singoli pop destinati ad un pubblico giovanile, ballate country, motivi rockabilly, gospel, secondo lo stile soul di Ray Charles. Durante quegli anni curò particolarmente la creazione di nuovi brani piuttosto che l'attività di incisione per la Liberty Records. Contestualmente proseguì l'attività di cantante, tenendo spettacoli live, fra cui alcuni con Elvis Presley, e formando collaborazioni con star della musica folk come The Everly Brothers e Ricky Nelson. Ugualmente, interpretò al fianco di Bobby Vinton il surf movie Surf Party.
La carriera di DeShannon ebbe una decisiva svolta nel febbraio 1964 quando fu chiamata come artista di supporto alla prima tournée statunitense dei Beatles. Tale partecipazione avvenne all'interno di una band appositamente formata con il chitarrista Ry Cooder.
A metà degli anni sessanta DeShannon iniziò a collaborare anche con i gruppi The Byrds (per il quale scrisse la canzone Don't Doubt Yourself, Babe, inserito nell'album discografico di debutto (1965) Mr. Tambourine Man) e Circle Jerks (per cui scrisse Just Like Me, contenuta nell'album del 1982 Wild in the Streets). Da quel punto in avanti la sua musica sarà fortemente influenzata da quella nascente proveniente dalla West Coast degli Stati Uniti.
Nel 1965 DeShannon ebbe anche una breve esperienza professionale in Inghilterra dove collaborò con il cantautore Jimmy Page (con cui scrisse Dream Boy e Don't Turn Your Back On Me). Page e DeShannon elaborarono anche materiali per Marianne Faithfull, incluso il suo successo Come and Stay With Me. Per la televisione apparve nello show Ready Steady Go!.

## A New York
Dopo l'esperienza inglese e una volta ritornata in USA, a New York DeShannon collaborò con Randy Newman, producendo canzoni come She Don't Understand Him e Did He Call Today Mama? nonché You Have No Choice for Delaney Bramlett.
Nel marzo 1965, registrò un brano di Burt Bacharach e Hal David, What the World Needs Now Is Love, il suo primo hit da primo posto in classifica, che da allora le garantì numerosi passaggi televisivi e regolari presenze nei tour in nightclub statunitensi. Per inciso è da sottolineare che la canzone fu inserita nel film del 1969 Bob & Carol & Ted & Alice).
La cantante apparve poi nel ruolo di una folk-singer nel 1967, a fianco di Bobby Vee, nel film C'mon Let's Live a Little.
Ha continuato poi a scrivere canzoni e a incidere dischi senza però ripetere fino al 1969 il successo fino ad allora ottenuto. Il gran ritorno fu assicurato da un singolo e dal relativo album, entrambi intitolati Put a Little Love in Your Heart. Il singolo Love Will Find A Way, dallo stesso album, costituì anche un discreto successo.
Passata alla Atlantic Records nel 1970, e trasferitasi a Los Angeles, DeShannon incise due album rispetto ai quali la critica fu particolarmente favorevole: uno di essi portava il suo nome, Jackie, mentre l'altro era intitolato Your Baby Is A Lady; entrambi non ebbero però la stessa fortuna commerciale dei precedenti dischi.
Dopo essere stata invitata da Van Morrison a cantare nel suo album Hard Nose the Highway (1973), incise Put A Little Love In Your Heart, brano che venne inserito quale motivo di chiusura del Music for UNICEF Concert, trasmesso in mondovisione nel 1979 dall'Assemblea Generale delle Nazioni Unite.

## Carriera recente
Sebbene DeShannon non abbia poi prodotto in proprio nuovi singoli in grado di raggiungere i primi posti nelle classifiche di vendita, i suoi successi iniziali sono stati oggetto di cover da parte di nuovi artisti.
Nel 1974 assieme a Donna Weiss ha composto Queen Of The Rodeo e Bette Davis Eyes, contenuta nel suo album New Arrangement e divenuta nel 1981 un successo internazionale grazie alla versione di Kim Carnes (tra l'altro il brano valse a DeShannon nel 1982 un premio Grammy Award come canzone dell'anno).
Breakaway, registrato da Tracey Ullman nel 1983, e Put A Little Love In Your Heart, inciso da Annie Lennox e Al Green nel 1988, ugualmente divennero degli hit (anche nella versione di Dolly Parton del 1993).
Tom Petty & The Heartbreakers e Stevie Nicks hanno avuto un posto nella Top 40 U.S. hit nel 1986 con la versione di Needles And Pins, lanciata originariamente da DeShannon che però non la compose.
Una versione di When You Walk In The Room di Pam Tillis del 1994 raggiunse la vetta delle country charts mentre un'ulteriore versione del brano è stata fatta dalla cantante già degli ABBA Agnetha Fältskog, che l'ha utilizzata per traccia di lancio in Europa del suo album di ritorno alle scene musicali, My Colouring Book.
Nel 2008 ha pubblicato l'album Her Own Kind of Light contenente Splendor in the Grass, un brano in cui è accompagnata dai Byrds e che è stato rimasterizzato digitalmente nel 2005.
Jackie DeShannon è stata raffigurata dalla cantante Liz Phair in un episodio televisivo della serie della NBC American Dreams.

## Vita privata
Jackie DeShannon è stata sposata tre volte; la terza con il cantautore e compositore di musiche per il cinema Randy Edelman. Il suo primo marito fu il produttore esecutivo della Liberty Records Irving Bud Dain, da lei sposato il 29 gennaio 1966.
Ha avuto rapporti sentimentali anche con i musicisti Jimmy Page e Bryan MacLean. In particolare il chitarrista dei Led Zeppelin ha dichiarato di aver scritto la parte musicale del brano Tangerine (inserito nel terzo album della band), proprio ispirandosi alla sua relazione con la DeShannon, con la quale ruppe all'inizio del 1965.

## Filmografia
- Surf Party (1963)
- Intimacy (1966)
- C'mon Let's Live a Little (1967)

## Televisione
- Hollywood A Go Go (1965)
- Hullabaloo (1965)
- Io e i miei tre figli (My Three Sons) – serie TV, episodio 7x16 (1967)
- Playboy After Dark (1969)
- Selvaggio west (The Wild Wild West) – serie TV, episodio 4x18 (1969)
- Il virginiano (The Virginian) – serie TV, episodio 8x21 (1970)
- The Catcher (1972)

## Discografia

### Album in studio
- Jackie DeShannon (1963)
- Breakin' It Up on the Beatles Tour (1964)
- Don't Turn Your Back on Me (1964)
- Surf Party (1964) (colonna sonora)
- This Is Jackie DeShannon (1965)
- In the Wind (1965)
- C'Mon Let's Live a Little (1966) (colonna sonora)
- Are You Ready for This? (1967)
- New Image (1967)
- For You (1967)
- Me About You (1968)
- What the World Needs Now Is Love (1968)
- Laurel Canyon (1969)
- Put a Little Love in Your Heart (1969)
- To Be Free (1970)
- Songs (1971)
- Jackie (1972)
- Your Baby Is a Lady (1974)
- New Arrangement (1975)[5]
- You're the Only Dancer (1977)
- Quick Touches (1978)
- Together (1980) (colonna sonora)
- Trouble With Jackie Dee (1991)
- You Know Me (2000)
- Her Own Kind of Light (2008)

### Compilation
- You Won't Forget Me (1965)
- Lonely Girl (1968)
- Great Performances (1968)
- The Very Best of Jackie DeShannon (1975)
- Pop Princess (1981)
- Jackie DeShannon (1985)
- What the World Needs Now Is ...: The Definitive Collection (1987)
- Good as Gold! (1990)
- The Best of Jackie DeShannon (1991)
- The Early Years (1998)
- Come and Get Me: Best of 1958-1980 (2000)
- High Coinage: The Songwriters Collection 1960-1984 (2007)

### Singoli
| Data di distribuzione | Titolo | Posizione in classifica | Posizione in classifica | Posizione in classifica | Posizione in classifica                             |
| Data di distribuzione | Titolo | U.S. Pop (Billboard)    | U.S. R&B                | U.S. A/C                | Canada (Pre-1965: CHUM Chart; 1965 on: RPM Top 100) |
| --------------------- | --- | ----------------------- | ----------------------- | ----------------------- | --------------------------------------------------- |
| Giugno 1956           | Baby Honey (come Sherry Lee) (Chuck Adams)                                                                          |                         |                         |                         |                                                     |
| Luglio 1957           | I'll Be True (come Jackie Dee) (William McLemone)                                                                   |                         |                         |                         |                                                     |
| Giugno 1958           | Buddy (come Jackie Dee) (Dee) [i.e. DeShannon]                                                                      |                         |                         |                         |                                                     |
| Dicembre 1958         | Just Another Lie (come Jackie Shannon) (E.R. Suarez)                                                                |                         |                         |                         |                                                     |
| Aprile 1959           | Lies (come Jackie Shannon) (George E. Springer/Harry Barris)                                                        |                         |                         |                         |                                                     |
| Gennaio 1960          | So Warm (DeShannon)                                                                                                 |                         |                         |                         |                                                     |
| Luglio 1960           | Put My Baby Down (DeShannon)                                                                                        |                         |                         |                         |                                                     |
| Ottobre 1960          | Teach Me (D. Abrams/Bobby Helms)                                                                                    |                         |                         |                         |                                                     |
| Maggio 1961           | Think About You (DeShannon)                                                                                         |                         |                         |                         |                                                     |
| Luglio 1961           | Wish I Could Find A Boy (Just Like You) (DeShannon)                                                                 |                         |                         |                         |                                                     |
| Ottobre 1961          | Baby (When Ya Kiss Me) (DeShannon/Sharon Sheeley)                                                                   |                         |                         |                         |                                                     |
| Febbraio 1962         | The Prince (DeShannon/Sheeley)                                                                                      | 108                     |                         |                         |                                                     |
| Luglio 1962           | Just Like In The Movies (DeShannon/Sheeley)                                                                         |                         |                         |                         |                                                     |
| Agosto 1962           | You Won't Forget Me (DeShannon/Sheeley)                                                                             |                         |                         |                         |                                                     |
| Dicembre 1962         | Faded Love (Bob Wills/Billy Jack Wills)                                                                             | 97                      |                         |                         |                                                     |
| Aprile 1963           | Needles and Pins (Sonny Bono/Jack Nitzsche)                                                                         | 84                      |                         |                         | 1                                                   |
| Luglio 1963           | Little Yellow Roses (Trevor Peacock)                                                                                | 110                     |                         |                         | 32                                                  |
| Novembre 1963         | Till You Say You'll Be Mine (DeShannon)                                                                             |                         |                         |                         |                                                     |
| Novembre 1963         | When You Walk in the Room (DeShannon)                                                                               | 99                      |                         |                         | 26                                                  |
| Marzo 1964            | Oh Boy (Sonny West/Bill Tilghman/Norman Petty)                                                                      | 112                     |                         |                         |                                                     |
| Maggio 1964           | Hold Your Head High (DeShannon/Randy Newman)                                                                        |                         |                         |                         |                                                     |
| Agosto 1964           | He's Got The Whole World In His Hands (Trad.)                                                                       |                         |                         |                         |                                                     |
| Novembre 1964         | Don't Turn Your Back On Me (DeShannon)                                                                              |                         |                         |                         |                                                     |
| Aprile 1965           | What the World Needs Now Is Love (Burt Bacharach/Hal David)                                                         | 7                       | 40                      |                         | 1                                                   |
| Ottobre 1965          | A Lifetime of Loneliness (Bacharach/David)                                                                          | 66                      |                         |                         |                                                     |
| Maggio 1966           | Come and Get Me (Bacharach/David)                                                                                   | 83                      |                         |                         |                                                     |
| Luglio 1966           | Windows and Doors (Bacharach/David)                                                                                 | 108                     |                         |                         |                                                     |
| Settembre 1966        | I Can Make It With You (Chip Taylor)                                                                                | 68                      |                         |                         |                                                     |
| Gennaio 1967          | Come On Down (da The Top Of That Hill) (John Bromley/Cleminson/Cooper)                                              | 121                     |                         |                         |                                                     |
| Marzo 1967            | The Wishing Doll (Elmer Bernstein/Mack David)                                                                       |                         |                         |                         |                                                     |
| Maggio 1967           | I Haven't Got Anything Better To Do (Lee Pockriss/Paul Vance)                                                       |                         |                         |                         |                                                     |
| Settembre 1967        | It's All In The Game (Charles Dawes/Carl Sigman)                                                                    | 110                     |                         |                         |                                                     |
| Febbraio 1968         | Me About You (DeShannon/Nitzsche)                                                                                   | 119                     |                         |                         |                                                     |
| Maggio 1968           | Nobody's Home To Go Home To (Carole Bayer Sager/Toni Wine)                                                          |                         |                         |                         |                                                     |
| Luglio 1968           | Didn't Want To Have To Do It (John Sebastian)                                                                       |                         |                         |                         |                                                     |
| Agosto 1968           | The Weight (Robbie Robertson)                                                                                       | 55                      |                         |                         | 35                                                  |
| Dicembre 1968         | Laurel Canyon (DeShannon)                                                                                           |                         |                         |                         |                                                     |
| Marzo 1969            | Trust In Me (Bobby Womack)                                                                                          |                         |                         |                         |                                                     |
| Giugno 1969           | Put a Little Love in Your Heart (DeShannon/Jimmy Holiday/Randy Myers)                                               | 4                       |                         | 2                       | 12                                                  |
| Ottobre 1969          | Love Will Find A Way (DeShannon/Holiday)                                                                            | 40                      |                         | 11                      | 17                                                  |
| Dicembre 1969         | Do You Know How Christmas Trees Are Grown? (John Barry/Hal David)                                                   |                         |                         |                         |                                                     |
| Marzo 1970            | Brighton Hill (DeShannon/Holiday)                                                                                   | 82                      |                         | 9                       | 48                                                  |
| Maggio 1970           | You Keep Me Hangin' On/Hurt So Bad (medley) (Brian Holland/Lamont Dozier/Eddie Holland + Teddy Randazzo/Bobby Hart) | 96                      |                         |                         |                                                     |
| Agosto 1970           | It's So Nice (Irvin Hunt/Sam Russell)                                                                               | 84                      |                         |                         |                                                     |
| Giugno 1971           | Keep Me Warm (Johnny Christopher)                                                                                   |                         |                         |                         |                                                     |
| Settembre 1971        | Stone Cold Soul (Mark James/George Klein)                                                                           |                         |                         |                         |                                                     |
| Maggio 1972           | Vanilla Olay (lato A)(DeShannon)                                                                                    | 76                      |                         | 21                      | 54                                                  |
|                       | Only Love Can Break Your Heart (lato B) (Neil Young)                                                                |                         |                         | 38                      | 90                                                  |
| Ottobre 1972          | Paradise (John Prine)                                                                                               | 110                     |                         | 33                      |                                                     |
| Novembre 1972         | Chains On My Soul (I Won't Try To Put Chains On Your Soul) (Mary Unobsky/Donna Weiss)                               |                         |                         |                         |                                                     |
| Giugno 1973           | Sweet Sixteen (Van Morrison)                                                                                        |                         |                         |                         |                                                     |
| Novembre 1973         | Your Baby Is A Lady (DeShannon/Weiss)                                                                               |                         |                         |                         |                                                     |
| Giugno 1974           | Jimmie, Just Sing Me One More Song (Wendy Gail/Vicki Gellman)                                                       |                         |                         |                         |                                                     |
| Settembre 1975        | Let The Sailors Dance (DeShannon/Randy Edelman)                                                                     |                         |                         |                         |                                                     |
| Maggio 1976           | All Night Desire (DeShannon/John Bettis)                                                                            |                         |                         |                         |                                                     |
| Ottobre 1977          | Don't Let the Flame Burn Out (DeShannon)                                                                            | 68                      |                         | 20                      | 81                                                  |
| Febbraio 1978         | To Love Somebody (Barry Gibb/Robin Gibb)                                                                            |                         |                         | 44                      | 97                                                  |
| Maggio 1978           | You're The Only Dancer (DeShannon)                                                                                  |                         |                         |                         |                                                     |
| Agosto 1978           | Things We Said Today (John Lennon/Paul McCartney)                                                                   |                         |                         | 35                      |                                                     |
| Marzo 1980            | I Don't Need You Anymore (dal film Together?) (Paul Anka/Burt Bacharach)                                            | 86                      |                         |                         |                                                     |